# Tempelnamen in Japan

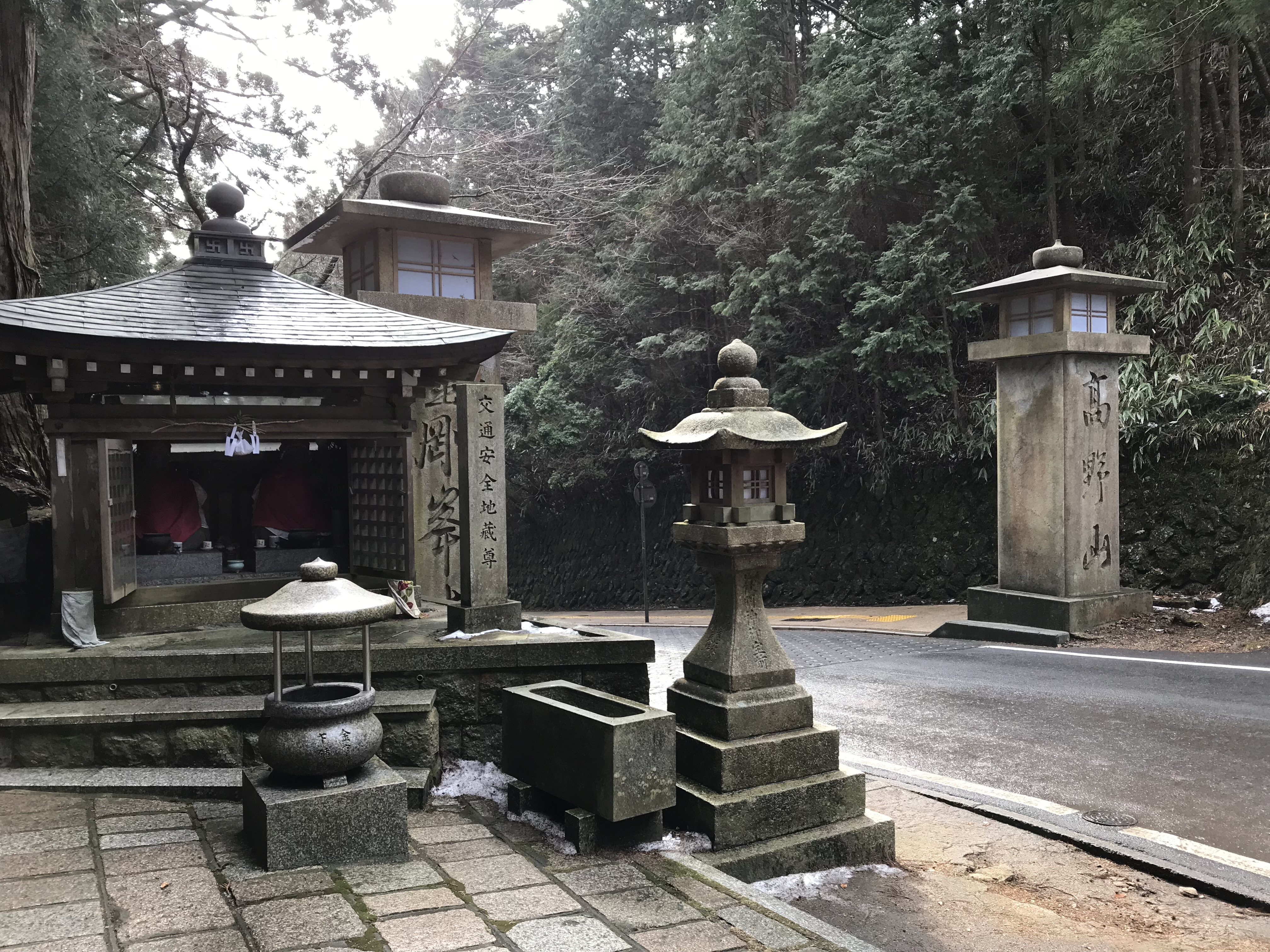
Eingang zum Areal des Kongōbu-Tempels. Die beiden Pfeiler zeigen den Tempelnamen Kongōbu-ji (links) und den "Bergnamen" (sangō) Kōya-san

Tempel in Japan führen oft mehrere Namen: neben dem Tempelnamen im engeren Sinne gibt es sogenannte Bergnamen (山号, sangō). Bei kleineren, meist untergeordneten Tempeln verwendet man gewöhnlich Untertempelnamen (院号, ingō).

## Tempelname
Der in der Umgangssprache meist verwendete Tempelname (jap. 寺号 jigō, auch 寺名 jimyō) ist durch die Endung -ji bzw. -dera/-tera erkennbar. Dies sind die sinojapanische bzw. japanische Lesung des Schriftzeichens 寺, das so viel wie Tempel bedeutet: z. B. Zenkō-ji (Zenkō-Tempel), Hase-dera (Hase-Tempel).

## Bergname
Bergnamen (山号, sangō) sind erkennbar an der Endung -san/-zan, wörtlich Berg. Diese Bezeichnungsweise erschien in China erstmals während der Sechs Dynastien und verbreitete sich während der Sui- und Tang-Dynastie und gelangte mit dem Buddhismus nach Korea und Japan. Sie diente zur Unterscheidung von Tempeln mit demselben Tempelnamen. In vielen Fällen benutzte man den Namen der Bergregion, in der der betreffende Tempel lag. Mit dem Aufschwung des Buddhismus in Japan erhielten auch Tempel in Tälern und auf Ebenen Bergnamen, die nunmehr metaphorischen Charakter hatten. So führt der im flachen Stadtgebiet von Fukuoka liegende Tōchō-Tempel (Tōchō-ji) den Bergnamen Nangaku-zan (Südberg). Bergnamen werden gewöhnlich dem Tempelnamen vorangestellt. In einigen Fällen bezieht sich der Bergname auf die geographische Lage, wie z. B. beim Hieizan Enryaku-ji auf dem Berg Hiei-zan. 

## „Untertempelnamen“
Viele buddhistische Tempel entwickelten sich im Laufe ihrer Geschichte zu weitläufigen Anlagen mit allerlei kleineren Untertempeln. Diese erhielten „Untertempelnamen“ (院号, ingō), die auf -in enden. Das Schriftzeichen für in bedeutete einst so viel wie Hof, wurde dann auf kleinere Tempelgebäude übertragen. Manchmal verschwand der übergeordnete Tempel, so dass es heute auch eigenständige Tempel mit solchen Namen gibt. So bestand der Muryōshu-Tempel in Kawagoe ursprünglich aus drei Untertempeln. Einer davon spaltete sich als selbstständiger Tempel ab, vom zweiten ist lediglich der Friedhof erhalten. Nur der dritte, sogenannte „Nord-Untertempel“ (Kita-in) wurde bis heute fortgeführt. Formell handelt es sich um Seiya-san Muryōshu-ji Kita-in (Bergname / Tempelname / Untertempelname). Doch wird inzwischen der „Untertempelname“ Kita-in als Tempelname verwendet.

## Andere Namen
Kleine Untertempel werden auch -an (庵, „Hütte, Einsiedlerhütte“), -bō (坊, „Mönchsquartier“) oder -dō (堂, „Halle“) genannt. Manche entwickelten sich unter Beibehaltung ihres Namens zu eigenständigen Tempeln.

## Umgangssprachliche Namen
Bei berühmten Tempeln dominieren gelegentlich Populärnamen. So ist der Sensō-Tempel (Sensō-ji) im Tokyoter Stadtteil Asakusa  landesweit als Asakusa-dera bekannt. Der Saihō-Tempel (Saihō-ji) in Kyōto wiederum wird wegen seines Moosgartens gewöhnlich Koke-dera (koke, „Moos“) genannt. Im Falle des Koya-san Kongōbu-ji hat sich der Bergname Koya-san als Bezeichnung für das Tempelareal und die Umgebung als quasi-geographische Bezeichnung eingebürgert.